# Rosario Gisana
Rosario Gisana, né le 14 avril 1959 à Modica en Sicile, est un évêque catholique italien. Il est évêque de Piazza Armerina depuis le 27 février 2014.

## Biographie
Rosario Gisana est né le 14 avril 1959. Il est ordonné prêtre le 4 octobre 1986 à Noto en Sicile, puis évêque du diocèse de Piazza Armerina le 27 février 2014.

## Affaires judiciaires

### Affaire Rugolo
Giuseppe Rugolo, un prêtre du diocèse de Piazza Armerina, est condamné à 4 ans et demi de prison en mars 2024 pour des agressions sexuelles sur 3 mineurs. L'enquête a démontré, enregistrements téléphoniques à l'appui, que Rosario Gisana a étouffé l'affaire. Ce que confirme le tribunal.
Toutefois avant le procès, le pape François défend l'évêque « injustement » attaqué,.
En janvier 2025, des magistrats du tribunal d'Enna décident de juger Rosario Gisana et son ancien vicaire général, Vincenzo Murgano, pour faux témoignage et condamne le diocèse et Gisana à payer des compensations.
Lors de l'enquête, on découvre aussi que le colonel Lombardi, chef des carabiniers d'Enna, a pris rendez-vous avec l'évêque pour discuter de l'affaire. Gisana a expliqué que Lombardi était venu le voir pour lui conseiller de trouver un nouvel avocat pour le prêtre, car celui qu'il avait déjà allait probablement faire l'objet d'une enquête pour collusion avec la mafia. Lombardi a été transféré de Sicile et attend son procès pour ce qui équivaut à une entrave à la justice.
À la suite de cette décision, le Vatican envoie un visiteur apostolique pour mener une enquête canonique,.

### Affaire du catéchiste de Gela
Gisana est également impliqué dans un autre cas d'étouffement d'affaire, débutée en 2022, concernant un catéchiste accusé d'abus sexuel sur un mineur. Là aussi, la victime présumée avait informé l'évêque des abus qu'elle avait subis. Le catéchiste, de 33 ans et figure importante de la communauté religieuse locale, aurait abusé d'un garçon de 12 ans pendant six ans, de 2016 à 2022.
Le procès du catéchiste de Gela pour des abus présumés sur un mineur n'est pas encore de date fixée.

## À voir